# Покровск (локомотивное депо)
Локомотивное депо «Красноармейск» — предприятие в городе Покровск Донецкой области Украины.

## История

### 1881—1917
Паровозное депо на станции Гришино Екатерининской железной дороги было построено и введено в эксплуатацию в 1881 году в Бахмутском уезде Екатеринославской губернии Российской империи. 18 мая 1884 года через станцию началось движение поездов и предприятие стало одним из основных депо Екатерининской железной дороги.
Во время первой русской революции в октябре 1905 года рабочие депо участвовали во всеобщей политической стачке.
В 1913—1917 гг. станция стала железнодорожным узлом и значение депо увеличилось.

### 1917—1991
Во время гражданской войны весной 1918 года Гришино стало одним из опорных пунктов Юзовского укреплённого района, но 21 апреля 1918 года селение и станция были оккупированы австро-немецкими войсками (которые оставались здесь до ноября 1918 года).
30 декабря 1919 года здесь была восстановлена Советская власть и началось восстановление населенного пункта. В 1921 году здесь были открыты курсе ликвидации неграмотности, что способствовало повышению образовательно-культурного уровня рабочих кадров. В 1921—1925 гг. паровозное депо было полностью восстановлено.
В 1925—1926 годы в рабочем парке депо было уже 37 паровозов.
В ходе индустриализации СССР в мае 1935 года на базе паровозного депо было образовано вагонное депо. В 1936 году в паровозное депо поступили новые паровозы серии ФД, количество которых к концу года увеличилось до 65 шт. После того, как 13 марта 1938 года посёлок получил статус города Красноармейское, депо получило новое название.
В ходе Великой Отечественной войны 19 октября 1941 года город был оккупирован немецкими войсками. 7 сентября 1943 года он был освобождён войсками Юго-Западного и Южного фронтов, и началось его восстановление.
Железнодорожная станция, паровозное депо, вагонное депо, мастерские железнодорожного узла и обеспечивавшая их электроэнергией районная электроподстанция (также как другие предприятия и 1827 зданий города) были полностью разрушены, но сразу же после окончания боев началось их восстановление.
Установленные четвёртым пятилетним планом восстановления и развития народного хозяйства СССР плановые показатели на 1945—1950 гг. депо выполнило досрочно, 20 октября 1949 года, сэкономив 7 млн. рублей. В это время объем перевозок в депо вырос более чем в два раза, а межремонтный пробег локомотивов — на две трети.
В годы семилетки (1959—1966) паровозное депо Красноармейска было оснащено новым оборудованием, полностью заменило все паровозы на тепловозы и электровозы и получило новое название — локомотивное депо.
В 1970-е годы в депо поступили новые тепловозы ТГМ3А и ТЭМ3.
В целом, в советское время локомотивное депо входило в число ведущих предприятий города.

### После 1991
После провозглашения независимости Украины депо перешло в ведение министерства транспорта Украины.
В марте 1995 года Верховная Рада Украины внесла депо в перечень предприятий, приватизация которых запрещена в связи с их общегосударственным значением.
После начала весной 2014 года боевых действий на востоке Украины станция Красноармейск оказалась в прифронтовой зоне. 29 декабря 2014 года Кабинет министров Украины распорядился передать целостные имущественные комплексы станции Красноармейск, вагонного депо и локомотивного депо Красноармейска из состава Донецкой железной дороги в состав Приднепровской железной дороги, однако выполнение этого распоряжения затянулось.